# Futbolista georgià de l'any
El premi al Futbolista Georgià de l'any és un títol honorífic que els diaris de Geòrgia atorguen al millor futbolista de nacionalitat georgiana de qualsevol lliga del món des que l'any 1990 els clubs georgians que havien abandonat el sistema de lligues soviètic i la Federació Georgiana de Futbol van crear la Lliga Nacional de Geòrgia. El 1990 i el 1992 el premi el va donar el diari "Kartuli Pekhburti" però des de l'any 1993 és del diari esportiu "Sarbieli" qui atorga aquest premi.
Anteriorment, durant l'època soviètica, fins a 3 jugadors georgians (1 d'ells en dues ocasions) van guanyar el premi a millor futbolista de l'any a l'Unió Soviètica: David Kipiani (1977), Ramaz Shengelia (1978 i 1981), Aleksandr Txivadze (1980).

## Historial
| Any  | Futbolista             | Club                  |
| ---- | ---------------------- | --------------------- |
| 1990 | Temur Ketsbaia         | Dinamo Tbilisi        |
| 1992 | Mikheil Djixkariani    | Tskhumi Sukhumi       |
| 1993 | Giorgi Kinkladze       | Dinamo Tbilisi        |
| 1994 | Shota Arveladze        | Trabzonspor           |
| 1995 | Akaki Devadze          | FK Rostselmash        |
| 1996 | Giorgi Kinkladze       | Manchester City FC    |
| 1997 | Temur Ketsbaia         | AEK Atenes FC         |
| 1998 | Shota Arveladze        | AFC Ajax              |
| 1999 | Zaza Janashia          | FK Lokomotiv Moscou   |
| 2000 | Levan Kobiashvili      | SC Freiburg           |
| 2001 | Kakha Kaladze          | AC Milan              |
| 2002 | Kakha Kaladze          | AC Milan              |
| 2003 | Kakha Kaladze          | AC Milan              |
| 2004 | Àleksandre Iaixvili    | SC Freiburg           |
| 2005 | Levan Kobiashvili      | FC Schalke 04         |
| 2006 | Kakha Kaladze          | AC Milan              |
| 2007 | Shota Arveladze        | AZ Alkmaar            |
| 2008 | Àleksandre Iaixvili    | Karlsruher SC         |
| 2009 | Jano Ananidze          | FK Spartak Moscou     |
| 2010 | Giorgi Merebashvili    | FK Vojvodina          |
| 2011 | Kakha Kaladze          | Genoa CFC.\|Genoa CFC |
| 2012 | Guram Kàixia           | SBV Vitesse           |
| 2013 | Guram Kàixia           | SBV Vitesse           |
| 2014 | Sòlomon Kvirkvèlia     | FK Rubin Kazan        |
| 2015 | Djaba Kankava          | Stade de Reims        |
| 2016 | Tornike Okriashvili    | FK Krasnodar          |
| 2017 | Sòlomon Kvirkvèlia     | FK Lokomotiv Moscou   |
| 2018 | Giorgi Chakvetadze     | KAA Gent              |
| 2019 | Djaba Kankava          | FC Tobol              |
| 2020 | Khvitxa Kvaratskhèlia  | FK Rubin Kazan        |
| 2021 | Khvitxa Kvaratskhèlia  | FK Rubin Kazan        |
| 2022 | Khvitxa Kvaratskhèlia  | SCC Napoli            |
| 2023 | Khvitxa Kvaratskhèlia  | SCC Napoli            |
| 2024 | Guiorgui Mamardaixvili | València CF           |

### Palmarès
| Títols | Futbolista             | Anys                         |
| ------ | ---------------------- | ---------------------------- |
| 5      | Kakha Kaladze          | 2001, 2002, 2003, 2006, 2011 |
| 4      | Khvitxa Kvaratskhèlia  | 2020, 2021, 2022, 2023       |
| 3      | Shota Arveladze        | 1994, 1998, 2007             |
| 2      | Temur Ketsbaia         | 1990, 1997                   |
| 2      | Giorgi Kinkladze       | 1993, 1996                   |
| 2      | Levan Kobiashvili      | 2000, 2005                   |
| 2      | Àleksandre Iaixvili    | 2004, 2008                   |
| 2      | Guram Kàixia           | 2012, 2013                   |
| 2      | Sòlomon Kvirkvèlia     | 2014, 2017                   |
| 2      | Djaba Kankava          | 2015, 2019                   |
| 1      | Mikheil Djixkariani    | 1992                         |
| 1      | Akaki Devadze          | 1995                         |
| 1      | Zaza Janashia          | 1999                         |
| 1      | Jano Ananidze          | 2009                         |
| 1      | Giorgi Merebashvili    | 2010                         |
| 1      | Tornike Okriashvili    | 2016                         |
| 1      | Giorgi Chakvetadze     | 2018                         |
| 1      | Guiorgui Mamardaixvili | 2024                         |

#### Palmarès per club
| Títols | Club                  | Jugadors                                  | Anys                   |
| ------ | --------------------- | ----------------------------------------- | ---------------------- |
| 4      | AC Milan              | Kakha Kaladze                             | 2001, 2002, 2003, 2006 |
| 3      | FK Rubin Kazan        | Sòlomon Kvirkvèlia, Khvitxa Kvaratskhèlia | 2014, 2020, 2021       |
| 2      | SCC Napoli            | Khvitxa Kvaratskhèlia                     | 2022, 2023             |
| 2      | Dinamo Tbilisi        | Temur Ketsbaia, Giorgi Kinkladze          | 1990, 1993             |
| 2      | SC Freiburg           | Levan Kobiashvili, Àleksandre Iaixvili    | 2000, 2004             |
| 2      | SBV Vitesse           | Guram Kàixia                              | 2012, 2013             |
| 2      | FK Lokomotiv Moscou   | Zaza Janashia, Sòlomon Kvirkvèlia         | 1999, 2017             |
| 1      | Tskhumi Sukhumi       | Mikheil Djixkariani                       | 1992                   |
| 1      | Trabzonspor           | Shota Arveladze                           | 1994                   |
| 1      | FK Rostselmash        | Akaki Devadze                             | 1995                   |
| 1      | Manchester City FC    | Giorgi Kinkladze                          | 1996                   |
| 1      | AEK Atenes FC         | Temur Ketsbaia                            | 1997                   |
| 1      | AFC Ajax              | Shota Arveladze                           | 1998                   |
| 1      | FC Schalke 04         | Levan Kobiashvili                         | 2005                   |
| 1      | AZ Alkmaar            | Shota Arveladze                           | 2007                   |
| 1      | Karlsruher SC         | Àleksandre Iaixvili                       | 2008                   |
| 1      | FK Spartak Moscou     | Jano Ananidze                             | 2009                   |
| 1      | FK Vojvodina          | Giorgi Merebashvili                       | 2010                   |
| 1      | Genoa CFC.\|Genoa CFC | Kakha Kaladze                             | 2011                   |
| 1      | Stade de Reims        | Djaba Kankava                             | 2015                   |
| 1      | FK Krasnodar          | Tornike Okriashvili                       | 2016                   |
| 1      | KAA Gent              | Giorgi Chakvetadze                        | 2018                   |
| 1      | FC Tobol              | Djaba Kankava                             | 2019                   |
| 1      | València CF           | Guiorgui Mamardaixvili                    | 2024                   |

#### Palmarès per lliga
| Títols | Lliga         | Clubs                                                                               | Jugadors | Anys                                           |
| ------ | ------------- | ----------------------------------------------------------------------------------- | --- | ---------------------------------------------- |
| 8      | Rússia        | FK Rostselmash, FK Rubin Kazan, FK Spartak Moscou FK Lokomotiv Moscou, FK Krasnodar | Akaki Devadze, Zaza Janashia, Sòlomon Kvirkvèlia, Jano Ananidze, Tornike Okriashvili, Khvitxa Kvaratskhèlia | 1995, 1999, 2009, 2014, 2016, 2017, 2020, 2021 |
| 7      | Itàlia        | AC Milan, Genoa CFC, SCC Napoli                                                     | Kakha Kaladze, Khvitxa Kvaratskhèlia                                                                        | 2001, 2002, 2003, 2006, 2011, 2022, 2023       |
| 4      | Alemanya      | SC Freiburg, FC Schalke 04, Karlsruher SC                                           | Levan Kobiashvili, Àleksandre Iaixvili                                                                      | 2000, 2004, 2005, 2008,                        |
| 4      | Països Baixos | AFC Ajax, AZ Alkmaar, SBV Vitesse                                                   | Shota Arveladze, Guram Kàixia                                                                               | 1998, 2007, 2012, 2013                         |
| 3      | Geòrgia       | Dinamo Tbilisi, Tskhumi Sukhumi                                                     | Temur Ketsbaia, Mikheil Djixkariani, Giorgi Kinkladze                                                       | 1990, 1992, 1993                               |
| 1      | Turquia       | Trabzonspor                                                                         | Shota Arveladze                                                                                             | 1994                                           |
| 1      | Anglaterra    | Manchester City FC                                                                  | Giorgi Kinkladze                                                                                            | 1996                                           |
| 1      | Grècia        | AEK Atenes FC                                                                       | Temur Ketsbaia                                                                                              | 1997                                           |
| 1      | Sèrbia        | FK Vojvodina                                                                        | Giorgi Merebashvili                                                                                         | 2010                                           |
| 1      | França        | Stade de Reims                                                                      | Djaba Kankava                                                                                               | 2015                                           |
| 1      | Bèlgica       | KAA Gent                                                                            | Giorgi Chakvetadze                                                                                          | 2018                                           |
| 1      | Kazakhstan    | FC Tobol                                                                            | Djaba Kankava                                                                                               | 2019                                           |
| 1      | Espanya       | València CF                                                                         | Guiorgui Mamardaixvili                                                                                      | 2024                                           |